# 国忌
国忌（こくき/こっき/こき）とは、東アジアの王朝において、皇帝や天皇の祖先や先帝、母等の命日のうち、特に定めて政務を止めて仏事を行うこととした日である。日本の朝廷では、この日に寺院において対象者の追善供養を執り行い、日程が重なる神事は延期された。更に天皇は廃朝、官司は廃務とされ、歌舞音曲は禁止され、違反者には杖罪80という重い処罰が課された。

## 中国の国忌
中国では、皇帝や皇后の忌日には、仏寺や道観において、斎会を設け香を焚く風習があった。宋の王溥が撰した『唐会要』の「忌日」の項には「京城及び天下の州府の諸寺観では、国忌行香を行うこと、一切を旧に仍る」とある。『資治通鑑』唐紀六十七の懿宗咸通九年十一月の条には「（龐）勛は用うること能わざるといえども、然れども国忌には行香せり」とある。胡三省の注には「唐は中世より以後、国忌の日ごとに、天下州府をして悉く寺観に於いて斎を設け香を焚かしむ。開成の初め、礼部侍郎の崔蠡はその事の経（けい）に無きを以て、拠りて奏して之を罷めたるも、尋いで旧に復す」とある。宋の王禹偁の『小畜集』巻七「律詩」「呉江県寺留題」の詩には、「晨斎施笋は唯だ溪叟のみす、国忌行香は祇だ県官のみす」とある。宋の趙彦衛の『雲麓漫鈔』巻三には「国忌行香は、後魏及び江左の南斉・梁の間に起こり、每に香を燃やし手を燻じ、或いは香末を以て散行し、之れを行香と謂う」とある。

## 日本の国忌
朱鳥元年9月9日（686年10月1日）に天武天皇が崩御すると、皇后であった鸕野讚良（後の持統天皇）は翌年（持統天皇元年、687年）の9月9日を「国忌」と定めて都の寺院に斎会を開くように命じた。翌年（持統天皇2年、688年）2月には、国忌に必ず斎会を開くように命じた。大宝2年（702年）12月、文武天皇は自分を育てた祖母持統上皇の実父であり、天武天皇の実兄でもある天智天皇の忌日である12月3日を国忌に追加した。
その後、歴代天皇やその生母、皇位に就くことなく死没した実父（追尊天皇）の忌日も国忌に追加され、桓武天皇の時代には16にまで達した。そこで桓武天皇は延暦10年（791年）3月23日になって、中国の天子七廟の制に倣って国忌を7つとすることとし、古い時代のものや自身と疎遠な人物のものは廃止することとした。この時の7つとは、天皇の曾祖父（天智天皇）、祖父母（春日宮天皇（志貴皇子）・紀橡姫）、両親（光仁天皇・高野新笠）、自身の皇后（藤原乙牟漏）と聖武天皇とされている。このうち、聖武天皇の国忌については存置した理由が不明とされており、更に大同2年（806年）には平城天皇により廃止された。しかし、その後しばらく、国忌の追加と古い国忌の廃止は必要に応じて天子七廟の制とは無関係に行われたため、国忌の数は再び増加し、9もしくは10で前後した。清和天皇の時代に、中国の例に倣って国忌の追加と廃止を同時に行うようになって以後、9で固定化された。ただし、天智・光仁・桓武・仁明・光孝の5天皇の国忌は永続的なものとみなされたらしく、実際には天皇1及び后妃3の範囲で追加と廃止が同時に行われていたとされる。
そして、延長8年（930年）に醍醐天皇の国忌を文徳天皇のそれに代えて追加したのを最後に、天皇や皇后の遺詔に国忌を辞退する文言が盛り込まれる例が確立されたために、以後先の5天皇と醍醐天皇の6天皇を国忌の対象としたまま、新たな天皇の国忌は追加されなかった。一方、后妃の3枠は亡くなった天皇の生母でかつ皇太后を贈位された者に対するものに変化していった。歴史上、確認される最後の国忌加除は寛元2年（1244年）6月27日に後嵯峨天皇が自分の生母源通子を国忌に加え、二条天皇の生母藤原懿子を除いたのが最後である。その後、永正元年（1504年）に後柏原天皇が生母源朝子の忌日を国忌に加えようとしたが、財政難を理由に断念している。
国忌に関する具体的な規定が初めて登場したのは、養老律令儀制令（「国忌日、謂先皇崩日、依別式合廃務者」）が最初とされている。その後、延喜式において国忌に関する規定が整備された。それによれば国忌の斎会は東寺か西寺で開かれ、参議以上・弁官・外記・史から各1名及び諸司の役人が参加し、不参者は処罰を受けた。勤仕僧100名によって転経・礼仏・散華・行香・呪願などが行われ、終了後に勤仕僧・参加官人・転経数などの名簿を含めた上奏文が作成されて天皇に提出された。先に記された通り、醍醐天皇が国忌に追加されて以後は天皇・皇后は遺詔によって国忌を辞退したが、天皇・皇后の没後に追善法要が行われなかった訳ではなかった。宮中や御願寺などの故人ゆかりの寺院において追善法要が行われ、これらの法要を俗に「国忌」と称して国家行事としての国忌よりもこちらの国忌の方に力が注がれるようになった。特に天皇の父母に対する法要は「天皇御前の儀」と称されて天皇の普段の居所となっていた清涼殿内にて法会が開かれた。中世に入ると、国家行事としての国忌はほとんど行われなくなり、天皇や皇親の私的行事としての国忌のみが行われるようになった。

### 国忌の一覧
| 対象       | 忌日      | 没年                | 設置天皇   | 設置年月日                 | 廃止天皇   | 廃止年月日              | 備考                 |
| ---------- | --------- | ------------------- | ---------- | -------------------------- | ---------- | ----------------------- | -------------------- |
| 天武天皇   | 9月9日    | 朱鳥1年（686）      | 持統天皇   | 持統天皇1年（687）9月9日   | 桓武天皇   | 延暦10年（791）3月23日  |                      |
| 天智天皇   | 12月3日   | 天智天皇10年（671） | 文武天皇   | 大宝2年（702）12月2日      |            |                         |                      |
| 持統天皇   | 12月22日  | 大宝2年（702）      | 文武天皇   |                            | 桓武天皇   | 延暦10年（791）3月23日  |                      |
| 岡宮天皇   | 4月13日   | 持統天皇3年（689）  | 文武天皇   | 慶雲4年（707）4月13日      | 桓武天皇   | 延暦10年（791）3月23日  |                      |
| 文武天皇   | 6月15日   | 慶雲4年（707）      | 元明天皇   |                            | 桓武天皇   | 延暦10年（791）3月23日  |                      |
| 元明天皇   | 12月7日   | 養老5年（721）      | 元正天皇   |                            | 桓武天皇   | 延暦10年（791）3月23日  |                      |
| 元正天皇   | 4月21日   | 天平20年（748）     | 聖武天皇   |                            | 桓武天皇   | 延暦10年（791）3月23日  |                      |
| 聖武天皇   | 5月2日    | 天平勝宝8年（756）  | 孝謙天皇   |                            | 平城天皇   | 大同2年（807）5月13日   |                      |
| 藤原宮子   | 7月19日   | 天平勝宝6年（754）  | 淳仁天皇   | 天平宝字4年（760）12月12日 | 桓武天皇   | 延暦10年（791）3月23日  |                      |
| 藤原光明子 | 6月7日    | 天平宝字4年（760）  | 淳仁天皇   | 天平宝字4年（760）12月12日 | 桓武天皇   | 延暦10年（791）3月23日  |                      |
| 称徳天皇   | 8月4日    | 宝亀1年（770）      | 光仁天皇   |                            | 桓武天皇   | 延暦10年（791）3月23日  |                      |
| 春日宮天皇 | 8月11日   | 霊亀2年（716）      | 光仁天皇   | 宝亀2年（771）5月29日      | 光孝天皇   | 元慶8年（884）6月17日   | 藤原沢子国忌に代える |
| 紀橡姫     | 9月14日   | 和銅2年（709）      | 光仁天皇   | 宝亀2年（771）12月15日     | 文徳天皇   | 天安2年（858）          |                      |
| 光仁天皇   | 12月23日  | 天応1年（781）      | 桓武天皇   |                            |            |                         |                      |
| 高野新笠   | 12月28日  | 延暦8年（789）      | 桓武天皇   |                            | 清和天皇   | 貞観14年（872）12月13日 | 藤原順子国忌に代える |
| 藤原乙牟漏 | 閏3月10日 | 延暦9年（790）      | 桓武天皇   |                            | 村上天皇   | 康保2年（965）1月10日   | 藤原安子国忌に代える |
| 崇道天皇   | 10月7日   | 延暦4年（785）      | 桓武天皇   | 延暦24年（805）4月5日      |            |                         |                      |
| 桓武天皇   | 3月17日   | 大同1年（806）      | 平城天皇   |                            |            |                         |                      |
| 藤原帯子   | 5月27日   | 延暦13年（794）     | 平城天皇   | 大同1年（806）6月9日       | 嵯峨天皇   | 弘仁8年（817）5月21日   |                      |
| 藤原旅子   | 5月4日    | 延暦7年（788）      | 淳和天皇   | 弘仁14年（823）5月1日      | 文徳天皇   | 天安2年（858）3月13日   |                      |
| 高志内親王 | 5月7日    | 大同4年（809）      | 淳和天皇   | 弘仁14年（823）6月6日      | 清和天皇   | 天安2年（858）12月8日   | 文徳天皇国忌に代える |
| 平城天皇   | 7月7日    | 天長1年（824）      | 淳和天皇   |                            | 宇多天皇   |                         | 光孝天皇国忌に代える |
| 仁明天皇   | 3月21日   | 嘉祥3年（850）      | 文徳天皇   |                            |            |                         |                      |
| 文徳天皇   | 8月27日   | 天安2年（858）      | 清和天皇   | 天安2年（858）12月8日      | 朱雀天皇   | 延長8年（930）12月9日   | 醍醐天皇国忌に代える |
| 藤原順子   | 9月28日   | 貞観13年（871）     | 清和天皇   | 貞観14年（872）12月13日    | 醍醐天皇   | 寛平9年（897）12月8日   | 藤原胤子国忌に代える |
| 藤原沢子   | 6月30日   | 承和6年（839）      | 光孝天皇   | 元慶8年（884）6月19日      | 村上天皇   | 天暦8年（897）12月25日  | 藤原穏子国忌に代える |
| 光孝天皇   | 8月26日   | 仁和3年（887）      | 宇多天皇   |                            |            |                         |                      |
| 藤原胤子   | 6月30日   | 寛平8年（896）      | 醍醐天皇   | 寛平9年（897）12月8日      | 花山天皇   | 寛和1年（985）4月2日    | 藤原懐子国忌に代える |
| 醍醐天皇   | 9月29日   | 延長8年（930）      | 朱雀天皇   | 延長8年（930）12月9日      |            |                         |                      |
| 藤原穏子   | 1月4日    | 天暦8年（954）      | 村上天皇   | 天暦8年（954）12月25日     | 鳥羽天皇   | 天仁1年（1108）7月7日   | 藤原苡子国忌に代える |
| 藤原安子   | 4月29日   | 康保1年（964）      | 村上天皇   | 康保2年（965）1月10日      | 二条天皇   | 平治1年（1159）5月29日  | 藤原懿子国忌に代える |
| 藤原懐子   | 4月3日    | 天延3年（975）      | 花山天皇   | 永観2年（984）12月17日     | 三条天皇   | 寛弘8年（1011）12月27日 | 藤原超子国忌に代える |
| 藤原超子   | 1月28日   | 天元5年（982）      | 三条天皇   | 寛弘8年（1011）12月27日    | 後冷泉天皇 |                         | 藤原嬉子国忌に代える |
| 藤原嬉子   | 8月5日    | 万寿2年（1025）     | 後冷泉天皇 | 寛徳2年（1045）12月13日    | 白河天皇   | 承保2年（1075）6月18日  | 藤原茂子国忌に代える |
| 藤原茂子   | 6月22日   | 康平5年（1062）     | 白河天皇   | 承保2年（1075）6月18日     |            |                         |                      |
| 藤原苡子   | 1月25日   | 康和5年（1103）     | 鳥羽天皇   | 天仁1年（1108）7月7日      |            |                         |                      |
| 藤原懿子   | 6月24日   | 康治2年（1143）     | 二条天皇   | 平治1年（1159）5月29日     | 後嵯峨天皇 | 寛元2年（1244）6月27日  | 源通子国忌に代える   |
| 源通子     | 7月18日   | 承久3年（1221）     | 後嵯峨天皇 | 寛元2年（1244）6月27日     |            |                         |                      |